# Partecipanti alla Dwars door het Hageland 2024
Elenco dei partecipanti alla Dwars door het Hageland 2024.
La Dwars door het Hageland 2024 è stata la diciannovesima edizione della corsa. Alla competizione presero parte diciotto squadre: cinque con licenza UCI World Tour 2024, sei UCI ProTeam, tre UCI Continental Team e tre UCI Cyclo-cross Team
Partenza con 116 ciclisti accreditati.

## Corridori per squadra
Nota: R ritirato, NP non partito, FT fuori tempo, SQ squalificato
| Uno-X Mobility        | Uno-X Mobility        | Uno-X Mobility        | Alpecin-Deceuninck  | Alpecin-Deceuninck    | Alpecin-Deceuninck  | Arkéa-B&B Hotels           | Arkéa-B&B Hotels           | Arkéa-B&B Hotels           |
| --------------------- | --------------------- | --------------------- | ------------------- | --------------------- | ------------------- | -------------------------- | -------------------------- | -------------------------- |
| N°                    | Ciclista              | Clas.                 | N°                  | Ciclista              | Clas.               | N°                         | Ciclista                   | Clas.                      |
| 1                     | Rasmus Tiller         | 4°                    | 11                  | Gianni Vermeersch     | 1°                  | 21                         | Jenthe Biermans            | 14°                        |
| 2                     | Jonas Abrahamsen      | 2°                    | 12                  | Kaden Groves          | 44°                 | 22                         | Amaury Capiot              | 22°                        |
| 3                     | Stian Fredheim        | R                     | 13                  | Jimmy Janssens        | R                   | 23                         | Donavan Grondin            | R                          |
| 4                     | Anders Johannessen    | R                     | 14                  | Senne Leysen          | R                   | 24                         | Pierre Thierry             | 43°                        |
| 5                     | Erik Resell           | 21°                   | 15                  | Quinten Hermans       | 6°                  | 25                         | Matis Louvel               | 45°                        |
| 6                     | Tord Gudmestad        | R                     | 16                  | Emiel Verstrynge      | 41°                 | 26                         | Luca Mozzato               | R                          |
| 7                     | Søren Wærenskjold     | 5°                    | 17                  | Joran Wyseure         | R                   | 27                         | Alan Riou                  | R                          |
| Cofidis               | Cofidis               | Cofidis               | Intermarché-Wanty   | Intermarché-Wanty     | Intermarché-Wanty   | Soudal Quick-Step          | Soudal Quick-Step          | Soudal Quick-Step          |
| N°                    | Ciclista              | Clas.                 | N°                  | Ciclista              | Clas.               | N°                         | Ciclista                   | Clas.                      |
| 31                    | Piet Allegaert        | R                     | 41                  | Thijs Aerts           | R                   | 51                         | Kasper Asgreen             | R                          |
| 32                    | Stanisław Aniołkowski | 8°                    | 42                  | Gilles Dockx          | R                   | 52                         | Josef Černý                | R                          |
| 33                    | Alexis Gougeard       | R                     | 43                  | Dries De Pooter       | 29°                 | 54                         | Martin Svrček              | 36°                        |
| 34                    | Milan Fretin          | R                     | 44                  | Dion Smith            | R                   | 55                         | Niels Driesen              | R                          |
| 35                    | Nolann Mahoudo        | 37°                   | 45                  | Baptiste Planckaert   | 28°                 | 56                         | Warre Vangheluwe           | R                          |
| 36                    | Ludovic Robeet        | R                     | 46                  | Laurenz Rex           | 12°                 | 57                         | Gauthier Servranckx        | R                          |
|                       |                       |                       | 47                  | Gijs Van Hoecke       | 19°                 |                            |                            |                            |
| Israel-Premier Tech   | Israel-Premier Tech   | Israel-Premier Tech   | Lotto Dstny         | Lotto Dstny           | Lotto Dstny         | TDT-Unibet                 | TDT-Unibet                 | TDT-Unibet                 |
| N°                    | Ciclista              | Clas.                 | N°                  | Ciclista              | Clas.               | N°                         | Ciclista                   | Clas.                      |
| 61                    | Riley Pickrell        | 30°                   | 71                  | Jenno Berckmoes       | 15°                 | 81                         | Martijn Budding            | R                          |
| 62                    | Guillaume Boivin      | 13°                   | 72                  | Axel De Lie           | R                   | 82                         | Hartthijs de Vries         | 3°                         |
| 63                    | Mads Würtz Schmidt    | NP                    | 74                  | Alec Segaert          | 27°                 | 83                         | Axel Huens                 | 35°                        |
| 64                    | Guy Sagiv             | R                     | 75                  | Liam Slock            | 20°                 | 84                         | Jelle Johannink            | 39°                        |
| 65                    | Riley Sheehan         | R                     | 76                  | Lionel Taminiaux      | 9°                  | 85                         | Lander Loockx              | 10°                        |
| 66                    | Tom Van Asbroeck      | 16°                   |                     |                       |                     | 86                         | Andreas Stokbro            | 17°                        |
| 67                    | Floris Van Tricht     | R                     | 87                  | Nicklas Amdi Pedersen | 33°                 |                            |                            |                            |
| Team Flanders-Baloise | Team Flanders-Baloise | Team Flanders-Baloise | Team Novo Nordisk   | Team Novo Nordisk     | Team Novo Nordisk   | TotalEnergies              | TotalEnergies              | TotalEnergies              |
| N°                    | Ciclista              | Clas.                 | N°                  | Ciclista              | Clas.               | N°                         | Ciclista                   | Clas.                      |
| 91                    | Kamiel Bonneu         | R                     | 101                 | Declan Irvine         | R                   | 111                        | Pierre Latour              | R                          |
| 92                    | Lars Craps            | 11°                   | 102                 | Hamish Beadle         | R                   | 112                        | Émilien Jeannière          | R                          |
| 93                    | Arno Claeys           | R                     | 103                 | Quinten De Graeve     | R                   | 113                        | Geoffrey Soupe             | R                          |
| 94                    | Elias Maris           | 23°                   | 104                 | Matyáš Kopecký        | 26°                 | 114                        | Jason Tesson               | R                          |
| 95                    | Vincent Van Hemelen   | R                     | 105                 | Sam Brand             | R                   | 115                        | Baptiste Vadic             | R                          |
| 96                    | Ward Vanhoof          | 24°                   | 106                 | Antonio Polga         | R                   |                            |                            |                            |
| 97                    | Alex Colman           | R                     | 107                 | Nathan Smith          | R                   |                            |                            |                            |
| Baloise Trek Lions    | Baloise Trek Lions    | Baloise Trek Lions    | Deschacht-Hens-Maes | Deschacht-Hens-Maes   | Deschacht-Hens-Maes | Pauwels Sauzen-Bingoal     | Pauwels Sauzen-Bingoal     | Pauwels Sauzen-Bingoal     |
| N°                    | Ciclista              | Clas.                 | N°                  | Ciclista              | Clas.               | N°                         | Ciclista                   | Clas.                      |
| 121                   | Olivier Godfroid      | R                     | 131                 | Toon Aerts            | 46°                 | 141                        | Yordi Corsus               | 38°                        |
| 122                   | David Haverdings      | R                     | 132                 | Brent Clé             | R                   | 142                        | Kay De Bruyckere           | 18°                        |
| 123                   | Ward Huybs            | 42°                   | 133                 | Daan Soete            | R                   | 143                        | Kenay De Moyer             | 31°                        |
| 124                   | Joris Nieuwenhuis     | R                     | 134                 | Nicholas Tabares      | R                   | 144                        | Eli Iserbyt                | R                          |
| 125                   | Pim Ronhaar           | 7°                    | 135                 | Victor van de Putte   | R                   | 145                        | Yorben Lauryssen           | R                          |
| 126                   | Seppe Van Den Boer    | R                     | 136                 | Corné van Kessel      | R                   | 146                        | Wies Nuyens                | R                          |
| 127                   | Maarten Verheyen      | R                     | 137                 | Sven Verbeeck         | R                   | 147                        | Michael Vanthourenhout     | 32°                        |
| Philippe Wagner-Bazin | Philippe Wagner-Bazin | Philippe Wagner-Bazin | Tarteletto-Isorex   | Tarteletto-Isorex     | Tarteletto-Isorex   | VolkerWessels Cycling Team | VolkerWessels Cycling Team | VolkerWessels Cycling Team |
| N°                    | Ciclista              | Clas.                 | N°                  | Ciclista              | Clas.               | N°                         | Ciclista                   | Clas.                      |
| 153                   | Jens Vandenbogaerde   | R                     | 161                 | Robbe Claeys          | 25°                 | 171                        | Rindert Buiter             | R                          |
| 154                   | Enrico Dhaeye         | R                     | 162                 | Ewout de Keyser       | R                   | 172                        | Jasper Haest               | R                          |
| 155                   | Tristan Scherpenbergh | R                     | 163                 | Torsten Demeyere      | R                   | 173                        | Stijn Daemen               | R                          |
| 156                   | Mathias Vanoverberghe | R                     | 164                 | Timothy Dupont        | 40°                 | 174                        | Sam Gademan                | 34°                        |
| 157                   | Kasper Saver          | R                     | 165                 | Jonas Goeman          | R                   | 175                        | Jente Klaver               | R                          |
|                       |                       |                       | 166                 | Arne Santy            | R                   |                            |                            |                            |
| 167                   | Mauro Verwilt         | R                     |                     |                       |                     |                            |                            |                            |